# EUMETSAT

2020년부터 사용되어 온 로고

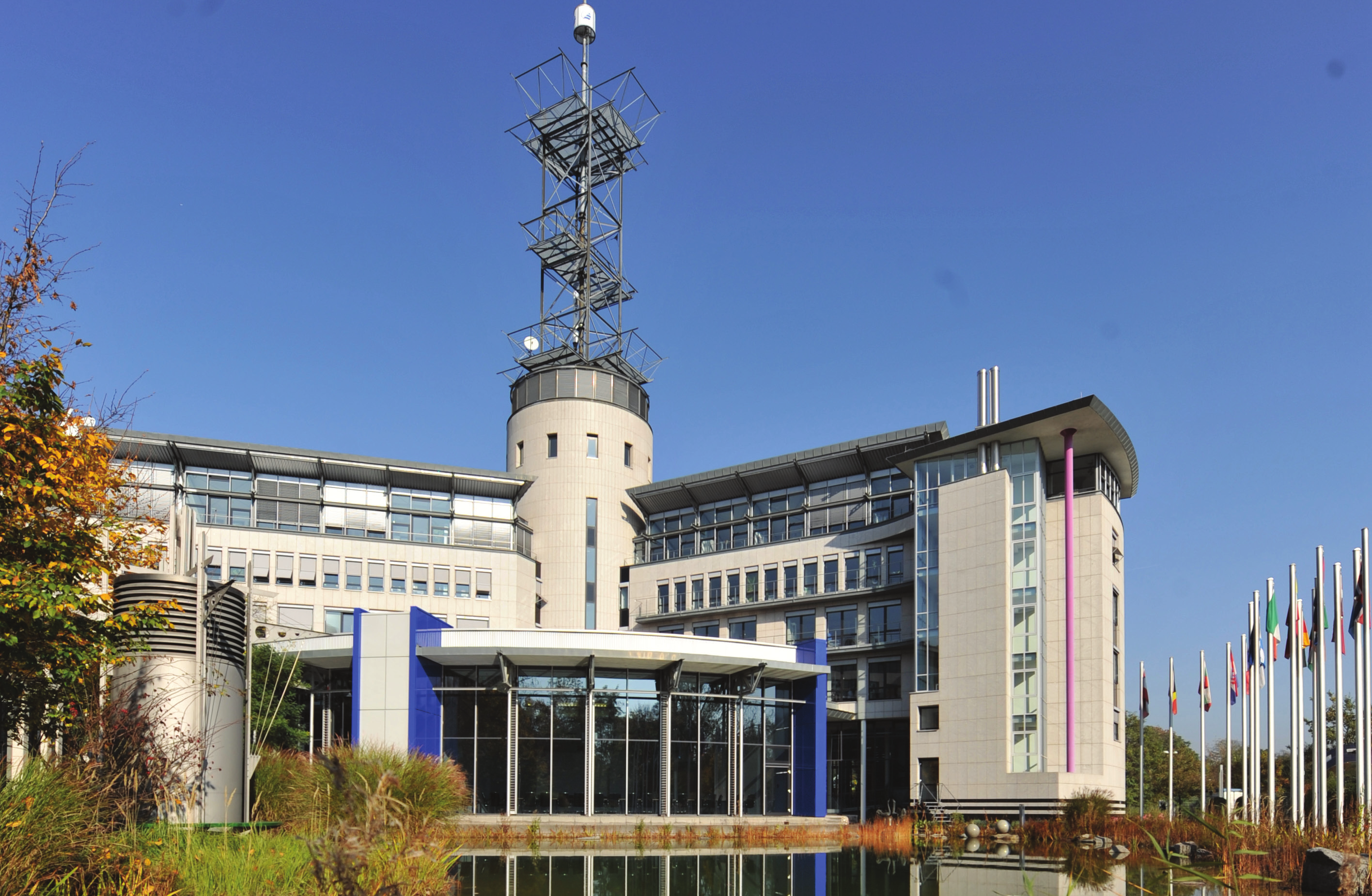
본사

EUMETSAT(European Organisation for the Exploitation of Meteorological Satellites, 유럽 기상위성 이용기구)는 현재 총 30개 유럽 회원국이 합의한 국제 협약을 통해 창설된 정부간 기구이다.
EUMETSAT의 주요 목표는 유럽의 기상 위성 운용 시스템을 구축, 유지 및 활용하는 것이다. EUMETSAT는 위성 발사 및 운영을 담당하고 최종 사용자에게 위성 데이터를 제공할 뿐만 아니라 기후 운영 모니터링 및 글로벌 기후 변화 감지에 기여한다.
EUMETSAT의 활동은 다른 우주 여행 국가와 협력하여 지구 기상 위성 관측 시스템에 기여한다.
위성 관측은 수치 기상 예측 시스템에 필수적인 입력이며 잠재적으로 위험한 기상 현상을 진단하는 데 인간 예보관을 지원한다. 기후 변화 연구를 지원하기 위해 우주에서 장기적인 측정값을 수집하는 기상 위성의 능력이 점점 더 중요해지고 있다.
EUMETSAT는 유럽 연합의 기관이나 기관이 아니지만 회원의 대다수는 EU 회원국이다. 이 조직은 2012년에 우주 및 주요 재해에 관한 국제 헌장에 서명하여 우주 자산을 전 세계적으로 자선 목적으로 사용할 수 있도록 지원하고 있다.

## 같이 보기
- 프랑스 국립 우주 연구 센터
- 미국 해양대기청
- 미국 항공 우주국